# Phorbia spinicosta
Phorbia spinicosta este o specie de muște din genul Phorbia, familia Anthomyiidae. A fost descrisă pentru prima dată de Stein în anul 1907. Conform Catalogue of Life specia Phorbia spinicosta nu are subspecii cunoscute.